# Умэда, Аяка
Аяка Умэда (яп. 梅田 彩佳 Умэда Аяка, род. 3 января 1989 года в префектуре Фукуока, Япония) — японский идол, певица и актриса, участница команды K японской поп-группы AKB48 с момента создания.

## Биография
2004
Приняла участие в прослушиваниях в 7-е поколение Morning Musume, состоявшихся с сентября 2004 по январь 2005 года, и прошла первый тур.
2006
Успешно прошла прослушивание в команду K идол-группы AKB48.
25 октября 2006 года дебютировала на мэйджоре в составе AKB48 с синглом «Aitakatta».
2008
После серьёзной травмы ноги вынуждена была прекратить выступления в составе AKB48 почти на год, с 31 мая 2008 года по 4 апреля 2009 года.
2009
Была назначена имиджевой девушкой Токио Тауэр 2009 года. В её обязанности входило участие в различных мероприятиях на Токийской телебашне, таких как церемония зажжения.
2010
В мае—июне 2010 года заняла 32 место в отборе для участия в 17-м сингле AKB48, набрав 2499 голосов.
21 сентября 2010 года выбыла во втором раунде отборочного турнира 19-го сингла AKB48 по игре «камень, ножницы, бумага».

## Другая деятельность
- Имиджевая девушка Гран-при D1 2009
- Имиджевая девушка Токийской телебашни 2009 и 2010 годов
- Night View DJ, Токийская телебашня, Club333 (каждую пятницу c 19:30 до 21:00)

## Дискография

### Синглы

#### AKB48
- Aitakatta (яп. 会いたかった)
- Baby! Baby! Baby!

Under Girls
- Namida no Seesaw Game (яп. 涙のシーソーゲーム) (сингл AKB48 «Heavy Rotation»)

Theater Girls
- Hikouki Gumo (яп. ひこうき雲) (сингл AKB48 «RIVER»)
- Boku no YELL (яп. 僕のYELL) (сингл AKB48 «Ponytail to Chouchou»)

DIVA
- Nakeru Basho (яп. 泣ける場所) (сингл AKB48 «Beginner»)
- Tsuki no Uragawa (яп. 月の裏側, «Обратная сторона луны») (18 мая 2011 года)

## Театральные выступления
Ю́ниты
Team K 1st Stage «PARTY ga Hajimaruyo»
- Skirt, Hirari

Team K 2nd Stage «Seishun Girls»
- Ame no doubutsuen
- Fushidara na natsu

Team K 3rd Stage «Nounai Paradise»
- MARIA

Team K 4th Stage «Saishu Bell ga Naru»
- Return Match

Team K 5th Stage «Sakaagari»
- End Roll

Team K 6th Stage «RESET»
- Kokoro no hashi no Sofa (яп. 心の端のソファー)
- Kiseki wa Maniawanai (яп. 奇跡は間に合わない)

## Фильмография

### Фильмы
| Год  |   | Русское название   | Оригинальное название              | Роль |
| ---- | - | ------------------ | ---------------------------------- | ---- |
| 2007 | ф | Суицидальная песня | Densen Uta (яп. 伝染歌 Дэнсэн ута) |      |

## Внешние ссылки
- AKB48 / Умэда Аяка
- Office48 / Умэда Аяка
- Официальный блог Саяки Акимото, Аяки Умэды, Манами Оку, Каны Кобаяси, Юки Масуды, Михо Миядзавы
- Официальный блог Аяки Умэды
- Аяка Умэда, профиль на сайте Oricon